# Koen Huntelaar
Koen Huntelaar (Hummelo, 8 juli 1998) is een Nederlands voetballer die als middenvelder speelt.

## Biografie
Huntelaar werd geboren Hummelo. Hij is een neef van Nederlands international Klaas-Jan Huntelaar. Hij kwam als jeugdspeler terecht in de jeugdopleiding van BV De Graafschap. In het seizoen 2016-2017 werd hij toegevoegd aan de beloftenploeg van de club. Op 22 augustus 2016 debuteerde in het betaald voetbal in een wedstrijd tegen Cambuur Leeuwarden. Dit bleef zijn enige optreden in het eerste team en in 2019 werd zijn contract niet verlengd. Hierna ging Huntelaar voor VV DUNO spelen. Vanaf medio 2021 gaat hij naar VV Bennekom.

## Carrièrestatistieken
| Seizoen | Club             |                    | Competitie     | Competitie | Competitie | Beker | Beker | Internationaal | Internationaal | Overig | Overig | Totaal | Totaal |
| Seizoen | Club             | Wed.               | Competitie     | Dlp.       | Wed.       | Dlp.  | Wed.  | Dlp.           | Wed.           | Dlp.   | Wed.   | Dlp.   |        |
| ------- | ---------------- | ------------------ | -------------- | ---------- | ---------- | ----- | ----- | -------------- | -------------- | ------ | ------ | ------ | ------ |
| 2016/17 | BV De Graafschap | Vlag van Nederland | Eerste divisie | 1          | 0          | 0     | 0     | –              | –              | 0      | 0      | 1      | 0      |